# Ballana cerea
Ballana cerea är en insektsart som beskrevs av Delong 1964. Ballana cerea ingår i släktet Ballana och familjen dvärgstritar. Inga underarter finns listade i Catalogue of Life.